# QB50P1
QB50P1 (nach dem Start auch European-OSCAR 79, EO-79) ist ein belgischer 2U-Cubesat und Amateurfunksatellit, der unter der Leitung des „Von Karman Institut für Strömungsmechanik“ unter Mitarbeit der niederländischen Firma ISIS BV entwickelt wurde. QB50P1 trägt als weitere Nutzlast einen als FUNcube-3 bezeichneten Lineartransponder. QB50P1 und QB50P2 sind Vorabmissionen des Satellitenprogramms QB50. Dieses Satellitenprogramm wurde durch das Forschungsrahmenprogramm FP7 der Europäischen Kommission finanziert.

## Mission
Der Satellit wurde am 19. Juni 2014 bei einem Cluster-Start von insgesamt 37 Satelliten vom Kosmodrom Jasny mit einer Dnepr-Trägerrakete gestartet.
Die primäre Funktion des Satelliten ist das Testen der Systeme für die CubeSats der QB50-Mission.
Das betrifft die Baugruppen:
- Lagebestimmung und Lageregelung
- Massenspektrometer
- Sauerstoffflusssonde,
- Steuerungssoftware
- Aussetzmechanismus (Quadpack Deployer).

Der Lineartransponder FUNcube-3 wurde von der AMSAT-NL und dem niederländischen Unternehmen ISIS BV gebaut. Der Transponder ist eine Gegenleistung für die Unterstützung und die Nutzung der Amateurbänder durch die primäre QB50-Mission. Der Transponder wurde am 25. September 2016 aktiviert.

## Frequenzen
- 145,815 MHz 1200 Bd BPSK oder CW Telemetrie (Bake)
- 435/145 MHz invertierender Lineartransponder für SSB/CW mit 400 mW Sendeleistung
- 435,035 – 435,065 MHz Uplink
- 145,935 – 145,965 MHz Downlink